# Gryllus capitatus
Gryllus capitatus är en insektsart som beskrevs av Henri Saussure 1874. Gryllus capitatus ingår i släktet Gryllus och familjen syrsor. Inga underarter finns listade i Catalogue of Life.